# Anina Hutter
Anina Hutter (9 de marzo de 2005) es una deportista suiza que compite en ciclismo de montaña en la disciplina de campo a través.
Ganó dos medallas de oro en el Campeonato Mundial de Ciclismo de Montaña, en los años 2022 y 2023,  y una medalla de bronce en el Campeonato Europeo de Ciclismo de Montaña de 2024.

## Medallero internacional
| Campeonato Mundial | Campeonato Mundial         | Campeonato Mundial | Campeonato Mundial         |
| Año                | Lugar                      | Medalla            | Competición                |
| ------------------ | -------------------------- | ------------------ | -------------------------- |
| 2022               | Les Gets (Francia)         | Medalla de oro     | Campo a través por relevos |
| 2023               | Glasgow (Reino Unido)      | Medalla de oro     | Campo a través por relevos |
| Campeonato Europeo |                            |                    |                            |
| Año                | Lugar                      | Medalla            | Competición                |
| 2024               | Cheile Grădiștei (Rumania) | Medalla de bronce  | Campo a través por relevos |